# Pump Up the Jam
Pump Up the Jam è un singolo del gruppo musicale belga Technotronic, pubblicato nel 1989 come primo estratto dall'album omonimo.

## Descrizione
Si è trattato del primo singolo pubblicato dal gruppo con lo pseudonimo Technotronic; nel 1988, infatti, il complesso aveva pubblicato un precedente singolo, intitolato Technotronic, accreditato però a The Pro 24s.
Questo brano, inciso in collaborazione con la cantante Ya Kid K e scritto da Manuela Kamosi e Thomas De Quincey, che ne ha anche curato la promozione, si è rivelato un successo internazionale scalando le classifiche dei paesi europei e degli Stati Uniti.
Il singolo, che si basava sul pezzo strumentale Technotronic pubblicato in precedenza dal gruppo, che non conteneva parti vocali, ha anticipato l'uscita del primo disco del gruppo intitolato anch'esso Pump Up the Jam. È stato uno dei più grandi successi da discoteca di quegli anni ed è stato inserito in innumerevoli raccolte di musica dance. Il gruppo stesso, nel corso della propria carriera, ha inciso diverse nuove versioni di questo brano che ha permesso loro di raggiungere una grande notorietà.
La versione strumentale può essere udita durante la scena degli spogliatoi del pre-partita nel film Space Jam. La melodia del brano è stata campionata nel singolo Make My Day di David Guetta e Coi Leray.

## Tracce
7" Single (BCM 07308 / EAN 4005934073089)
1. Pump Up the Jam (Single Edit Mix) – 3:36
2. Pump Up the Jam (Jam Edit Mix) – 4:58

CD-Maxi (ARS CD 6 /3740)
1. Pump Up the Jam (Vocal Attack) – 5:00
2. Pump Up the Jam (Jam Edit Mix) – 5:00
3. Pump Up the Jam (7" Version) – 3:36
4. Pump Up the Jam (Original Mix) – 5:00

12" Maxi (BCM 12308 / EAN 4005934123081)
1. Pump Up the Jam (Vocal Attack) – 5:00
2. Pump Up the Jam (Original Mix) – 5:00
3. Pump Up the Jam (Jam Edit Mix) – 5:00

The Remixes - 12" Maxi (BCM 14308 / EAN 4005934143089)
1. Pump Up the Jam (U.S. Mix) – 6:52
2. Pump Up the Jam (Sunshine Mix) – 4:41
3. Pump Up the Jam (Hithouse Mix) – 7:50
4. Pump Up the Jam (Top FM Mix) – 4:40
5. Pump Up the Jam (The Punami Mix) – 6:16
6. Pump Up the Jam (B-Room Mix) – 4:41

## Classifiche
| Classifica (1991) | Posizione raggiunta |
| ----------------- | ------------------- |
| Stati Uniti       | 2                   |
| Regno Unito       | 2                   |
| Svizzera          | 2                   |
| Austria           | 2                   |
| Paesi Bassi       | 2                   |
| Australia         | 4                   |
| Nuova Zelanda     | 4                   |
| Svezia            | 4                   |
| Italia            | 5                   |
| Norvegia          | 5                   |
| Francia           | 7                   |